# Rear admiral (États-Unis)
Pour les articles homonymes, voir Contre-amiral.
Rear admiral (littéralement « amiral de l'arrière ») est un grade d'officier général dans la marine militaire américaine. Il est situé entre le grade de captain et celui de vice admiral. Il est divisé entre Lower Half (une étoile) et Upper Half (deux étoiles).

## Rear admiral (lower half)
Dans l'United States Navy, l'United States Coast Guard, l'United States Public Health Service Commissioned Corps, et le National Oceanic and Atmospheric Administration Commissioned Corps, rear admiral (lower half) est un grade d'officier général à une étoile.
| Précédé par Captain | Rear admiral (lower half) | Suivi par Rear admiral (upper half) |

## Rear admiral (upper half)
Dans l'United States Navy, l'United States Coast Guard, l'United States Public Health Service Commissioned Corps, et le National Oceanic and Atmospheric Administration Commissioned Corps, rear admiral (upper half) est un grade d'officier général à deux étoiles.